# Microcastle
Microcastle è il terzo album in studio della band statunitense Deerhunter, pubblicato nel 2008.

## Il disco
Il disco è stato registrato nell'aprile 2008 presso i Rare Book Room Studios di New York con Nicolas Vernhes. Il disco è stato pubblicato nel formato digitale il 19 agosto 2008 su iTunes e nel formato fisico il 28 ottobre seguente attraverso la Kranky (per gli Stati Uniti) e la 4AD (per l'Europa).
Il disco è accompagnato da un altro CD allegato come "bonus disc". Si tratta di Weird Era Cont. Il 14 ottobre 2008 è stato pubblicato come singolo il brano Nothing Ever Happened.
Nel brano Saved By Old Times collabora Cole Alexander dei The Black Lips.
Il disco è stato accolto positivamente dalla critica: viene recensito in maniera entusiasta da Pitchfork (voto 9.2/10), AllMusic (4/5 stelline), Drowned in Sound (9/10) e PopMatters (7/10).

## Tracce
1. Cover Me (Slowly) - 1:21
2. Agoraphobia - 3:22
3. Never Stops - 3:04
4. Little Kids - 4:22
5. Microcastle - 3:40
6. Calvary Scars - 1:37
7. Green Jacket - 2:09
8. Activa - 1:49
9. Nothing Ever Happened - 5:50
10. Saved by Old Times - 3:50
11. Neither of Us, Uncertainly - 5:25
12. Twilight at Carbon Lake - 4:24

## Formazione
Deerhunter
- Bradford Cox - chitarra, voce, tastiere
- Moses Archuleta - batteria
- Joshua Fauver - basso
- Lockett Pundt - chitarra, voce (in 2 e 11)

Altri musicisti
- Cole Alexander - voce (in 10)
- Nicolas Vernhes - tastiera giocattolo (in 2)

Produzione
- Nicolas Vernhes - produzione, ingegneria
- Joe Lambert - masterizzazione